# 内閣総辞職
内閣総辞職（ないかくそうじしょく）とは、内閣を構成する内閣総理大臣及び国務大臣の全員が辞職することをいう。

## 日本国憲法下の内閣総辞職

### 法制度

#### 憲法に明文化されている総辞職
日本国憲法において、内閣総辞職は憲法上の制度として定められており、内閣が総辞職すべき場合につき以下のように定められている。
1. 衆議院で内閣不信任決議案が可決され、又は内閣信任決議案が否決されて、10日以内に衆議院が解散されないとき（日本国憲法第69条）。
内閣は議会の信任を要するとするもので議院内閣制の核心的原則である[1]。ただ、議会が不信任決議を行った場合には当然に内閣は総辞職すべきとする法制と内閣総辞職か議会の解散かの二者択一とする法制がある[2]。日本国憲法は後者を採用し、衆議院で内閣不信任決議が可決又は内閣信任決議が否決された場合にも、無条件に総辞職とするのではなく10日以内に衆議院を解散すれば一定期間内閣は存在することとしている[1]。そして、衆議院の解散を選択する場合にも衆議院議員総選挙の後に初めて国会の召集があった時には内閣は総辞職することになるが（日本国憲法第70条）、総選挙の結果、首相支持勢力が衆議院で過半数以上となっていれば内閣総理大臣指名選挙で再任される形で内閣総理大臣を続けることが可能であり、反対に首相支持勢力が衆議院で過半数を割り込んでいれば内閣総理大臣指名選挙で再任されることができず内閣総理大臣を続けることができないことになる。なお、内閣信任決議が内閣によって上程された例は2001年までの時点で存在しない[3]。
2. 内閣総理大臣が欠けたとき[注 1]（日本国憲法第70条）
内閣総理大臣を中心とする内閣の一体性を保障するもので[1]、内閣総理大臣は国会で指名され他の国務大臣を任免する地位にあり、内閣総理大臣が欠ける場合には内閣は中核的存在を欠くことになるため総辞職しなければならないとする趣旨である[4]。「欠けたとき」の定義としては、死去、昏睡状態[注 2]、失踪、国外への亡命[5]、文民たる資格を喪失する場合又は除名・資格争訟・選挙争訟・当選訴訟等によって国会議員たる資格を喪失する場合[1][6][7][5][注 3]がこれにあたり、これらの事由が発生した場合には法的には当然に内閣は総辞職することになる[8]。ただし、衆議院議員たる内閣総理大臣が衆議院解散や任期満了により国会議員の資格を失ったとき（解散や任期満了という一般的理由によって衆議院議員の全てが職を失う場合）はこれに含まれず[1][9]、この場合には衆議院議員総選挙ののち国会が召集されることから、日本国憲法第70条の規定に従って「衆議院議員総選挙の後に初めて国会の召集があった時」に総辞職することになる[10]（詳細は下記3を参照）。
内閣総理大臣の自発的な辞職つまり総理大臣が内閣を残して単独で辞任出来るか否かについては、日本国憲法第70条の「内閣総理大臣が欠けたとき」に含まないとすると日本国憲法第71条の「前二条」の場合に含まれないことになり職務執行内閣が成立する根拠が失われる。このようなことから通説では日本国憲法第70条の「内閣総理大臣が欠けたとき」には内閣総理大臣の辞職を含むとする[5]。これに対して内閣総理大臣が辞職する場合に内閣が総辞職することは特に規定を要しなくとも自明であるとみる学説もあり[6]（国会法第64条も内閣総理大臣が「欠けたとき」と「辞表を提出したとき」とを分けている）、この説においても内閣総理大臣の辞職によって内閣総辞職となる場合には条理上同様の措置をとるべき（職務執行内閣が成立する）とされている[6]。いずれにしても内閣総理大臣が辞職したときは必然的に内閣総辞職を伴うことになる[11]。
他方、病気による入院等は内閣法第9条の「内閣総理大臣に事故のあるとき」にすぎず[12]、内閣は総辞職する必要はなく内閣総理大臣臨時代理が置かれるにすぎない。なお、首相が留任したまま国務大臣各員の入れ替えが行われるのは、それが総替えであっても飽くまで内閣改造で、総辞職ではない。
3. 衆議院議員総選挙の後に初めて国会の召集があった時（日本国憲法第70条）。
それまでの内閣総理大臣を指名した衆議院が存在しなくなり、衆議院議員総選挙によって新たに衆議院が構成されることになった以上、たとえ同一の者が内閣総理大臣に指名されるとしても内閣は新たにその信任の基礎を得るべきであるとの趣旨である[10]。総選挙後に初めて国会が召集された場合、法的には当然に内閣は総辞職することになる[8]。
既述されているように憲法70条の「内閣総理大臣が欠けたとき」には国会議員の資格を失った場合も含まれ、内閣総理大臣が衆議院議員である場合には衆議院解散や任期満了により国会議員の資格を失えば直ちに総辞職することになりそうであるが、衆議院議員総選挙後には新たに国会が召集されることが予定されていることから、任期満了や衆議院の解散によって衆議院議員総選挙が行われる場合について日本国憲法第70条は「衆議院議員総選挙の後に初めて国会の召集があった時」に内閣は総辞職すべきとしてその時期を新国会の召集時にまで延ばしている[10][13]。したがって、内閣は衆議院解散や任期満了時に一旦総辞職し更に総選挙後の初めての国会にも重ねて総辞職するということになるわけではない。内閣総理大臣が衆議院議員総選挙で落選した場合にも直ちにその地位を去るのではなく、衆議院議員総選挙後の初めての国会の召集時に総辞職することになると解されている[13]。
このように憲法では衆議院議員総選挙の後に初めて国会の召集があった時は内閣は総辞職しなければならないと定めるが、衆議院解散から国会の召集の時までに死亡などの理由で「内閣総理大臣が欠けたとき」となった場合（上の2と3の事由が重なる場合）については、このような場合には内閣総理大臣が欠けたときではあるが国会召集時までは総辞職すべきでないと解する学説と直ちに総辞職すべきで国会召集時に重ねて総辞職する必要はないと解する学説が対立している（日本国憲法第70条参照）[14]。先例では1980年（昭和55年）5月19日に衆議院が解散された際（ハプニング解散）、同年6月22日の総選挙を前にした同年6月12日に大平正芳総理が急逝したため、同日第2次大平内閣は総辞職し、国会召集時には総辞職を行わなかった[15]。これは衆議院解散後から総選挙後初めての国会の召集時までに死亡等により内閣総理大臣が欠けることとなった場合には直ちに総辞職すべきとの見解に立つものであるが、国会召集時に重ねて総辞職する必要がないとされるのは、内閣は内閣総理大臣が欠けたときに既に総辞職しており国会召集時に総辞職することは不可能と解されるためである[16]。

#### 自発的な総辞職
内閣の自発的な総辞職あるいは内閣総理大臣の辞職も当然に認められていると解されている。内閣総理大臣の辞職については、前述のように日本国憲法第70条の「内閣総理大臣が欠けたとき」に含まないとすると日本国憲法第71条の「前二条」の場合に含まれないことになってしまい職務執行内閣が成立する根拠が失われるといった問題を生じるため、通説では日本国憲法第70条の「内閣総理大臣が欠けたとき」には内閣総理大臣の辞職を含むとみている。これに対し内閣総理大臣が辞職する場合に内閣総辞職となることは特に規定を要しなくとも自明であるとする学説もあり、この説では憲法上の3つの場合の総辞職を「必要的総辞職」としそれ以外の自発的辞職などによる場合を「任意的総辞職」として分類するが、この学説でも任意的総辞職の場合には必要的総辞職と条理上同様の措置がとられると解する。
したがって、内閣総理大臣の辞職が「内閣総理大臣が欠けたとき」（日本国憲法第70条）に含まれるか否かについては見解が分かれるものの両説は結論としては同じとなり、上のいずれの事由の場合にも内閣が総辞職した場合には新たに内閣総理大臣が任命されるまでは内閣は引き続きその職務を行うことになる（日本国憲法第71条、職務執行内閣を参照）。

### 法手続
内閣が総辞職することになる時期については、憲法上、衆議院で内閣不信任決議案が可決又は内閣信任決議案が否決されて10日以内に衆議院を解散しないとき（日本国憲法第69条）や内閣総理大臣が欠けたとき（日本国憲法第70条）には直ちに内閣は総辞職することになる。内閣による自発的な総辞職も当然に認められている。また、衆議院解散（衆議院で内閣不信任決議が可決又は内閣信任決議が否決され内閣が10日以内に衆議院の解散を選択した場合を含む）や衆議院任期満了の場合には、衆議院議員総選挙の後に初めて国会の召集があった時に内閣は総辞職することになる（日本国憲法第70条）。なお、衆議院議員総選挙後の国会は、衆議院解散による場合は特別国会（日本国憲法第54条第1項、国会法第1条第3項）、衆議院議員任期満了による場合は臨時国会（国会法第2条の3第1項）が開かれる。
日本国憲法第69条や日本国憲法第70条で総辞職しなければならない場合に至ったときには、形式的に内閣総辞職の閣議決定が行われる。内閣総理大臣が総辞職を決断した場合、内閣総理大臣が他の閣僚を残したまま単独で辞任することはできないため、当然にその内閣の他の閣僚も全てその地位を辞することになるが、慣例として閣僚全員の辞表の取りまとめが行われる。かつて福田赳夫内閣において福田赳夫内閣総理大臣が自由民主党総裁選挙での敗北を理由に内閣総辞職をした時に中川一郎農林水産大臣が総辞職に異議を唱えて辞表を提出しなかった。福田が内閣法制局に見解を質したところ、内閣総理大臣の辞職が成立した時点で国務大臣も当然辞任する事になるとの見解を得たために、中川農水相に対して強引に辞表提出を求めなかったと言う。また、第3次鳩山内閣の外務大臣の重光葵は米国外遊中に総辞職という形で外務大臣を離任している。任意の内閣総辞職は内閣総理大臣が事実上の決定をする。つまり、内閣総理大臣の辞任は、内閣総辞職と事実上同義である。
内閣総辞職と同時に副大臣と大臣政務官も地位を失い（内閣府設置法第13条第5項・第14条第5項、国家行政組織法第16条第6項・第17条第6項）、官報にはそれぞれ「副大臣退官」及び「大臣政務官退官」として掲載される。
先述のように総辞職した内閣は新たに内閣総理大臣が任命されるまで引き続きその職務を行う（職務執行内閣、日本国憲法第71条）。内閣は総辞職したときには国会法に基づいて直ちに両議院に対して通知を行う（国会法第64条）。内閣が総辞職を表明すると新内閣が発足するまで国会審議などの日程が止まり、国会は他のすべての案件に先立って国会議員の中から内閣総理大臣を指名する（内閣総理大臣指名選挙、日本国憲法第67条1項）。ただし、条理上、院の構成など正常な議事運営を行い議院が有効に活動するための前提となる手続（議長選挙や副議長選挙など役員の選任、会期の決定、議席の指定など）については先決問題として内閣総理大臣指名選挙よりも前に行われることとなっており（昭和53年衆議院先例集69、昭和53年参議院先例録77）、これは憲法が予定するところあるいは憲法の許容するところと解されている。
天皇は国会の指名に基づいて内閣総理大臣を任命する（日本国憲法第6条1項）。内閣総理大臣の任命について定める日本国憲法第6条には日本国憲法第7条とは異なり「内閣の助言と承認」の文言がないが、内閣総理大臣の任命は日本国憲法第4条の「この憲法の定める国事に関する行為」（国事行為）に含まれると解されており日本国憲法第3条の効果として内閣の助言と承認を要する。そして、先例では内閣総理大臣の任命についての内閣の助言と承認は日本国憲法第71条の規定によって従前の内閣が行うことになっている。内閣総理大臣の任命をもって従前の内閣はその地位を完全に失う（日本国憲法第71条）。
通例、内閣総辞職と新内閣総理大臣の指名・任命は同一の日であることが多いが、中には別の日となる場合がある（例:2000年4月4日小渕恵三内閣総辞職→翌5日森喜朗を内閣総理大臣に任命、2007年9月25日安倍晋三内閣総辞職→9月26日福田康夫を内閣総理大臣に任命）。この場合、内閣の存在期間あるいは各大臣の在任期間としては現実に職務権限を有していた最後の日＝新総理任命の親任式の日がその最終日とされるが、官報、両院議長あて通知書などの公式文書上において特に「内閣総辞職の日付」を言う場合は閣議決定をした日が用いられる（先の例では、小渕内閣の存在期間の最終日は4月5日、小渕内閣の総辞職日は4月4日、安倍内閣の存在期間の最終日は9月26日、総辞職日は9月25日となる）。

### 内閣総辞職時の慣行
内閣の総辞職に関して、官報では人事異動（内閣）の欄に「内閣総理大臣及び国務大臣退官」として「本月某日内閣総理大臣に何某が任命され、甲内閣の内閣総理大臣甲及び国務大臣乙、同丙、・・・はそれぞれその地位を失った。」のように掲載される。また、それに続いて「副大臣退官」と「大臣政務官退官」が掲載される。ただし総辞職内閣閣員の失職に対して辞令を行う必要はないとされており、この発表は単なる便宜上の措置である。
内閣官房副長官、内閣法制局長官、内閣危機管理監、内閣官房副長官補、内閣広報官、内閣情報官、内閣総理大臣補佐官は法的には内閣総辞職と同時に地位を失うことはないが、慣例として辞表を提出し、官報には「願に依り本官を免ずる」として記載される（新内閣で再任される場合には新内閣の国務大臣等の任命についての記載に続いて「内閣法制局長官に任命する」や「内閣危機管理監に任命する」のように掲載される）。
内閣総辞職となった場合、内閣総理大臣は内閣総理大臣談話あるいは記者会見を行うことが通例である。総辞職を表明した内閣総理大臣は病気退陣を除いて国民への説明責任を果たすために長時間に渡って辞任の理由などに関する質疑を記者から受けることが多い。しかし、鳩山由紀夫は総辞職表明にあたって、身内の民主党国会議員に対する表明と短時間のぶら下がり以外では長時間に渡る質疑を受けなかった。ほか有名な例として佐藤栄作が総辞職の際に、新聞記者が佐藤と口論の末に会見場から全員退席し、無人の会見場でテレビカメラに向かって佐藤が延々と話し続けることになった（佐藤栄作#退陣表明記者会見参照）。

## 戦前期における内閣総辞職
内閣制度発足後からしばらくの間は、総理大臣の辞職とともに全ての大臣が辞職するという慣例はなく、多くの大臣は総理が変更してもそのまま内閣に残るのが常態であった。1889年の黒田清隆総理大臣が辞表を提出した際には、その他の黒田内閣における大臣も全て辞表を提出したが、三条実美が総理大臣臨時兼任した際には黒田以外は留任し、その後に山縣有朋が総理大臣となった際にも外務大臣の大隈重信と農商務大臣の井上馨が辞職したのみであった。
大日本帝国憲法では内閣制度自体が規定されておらず、内閣総辞職に関する規定も存在しなかった。内閣の閣員がほとんど入れ替わる総辞職に近い最初の事例は、1892年の第1次松方内閣の終了時である。第1次桂内閣以降は総理大臣交代後に大幅に閣員が変更されるという慣行が形成されていった。しかしその後も陸海軍軍部大臣については総理大臣が変わっても留任する事が多かった。政党内閣期には総選挙敗北後には総辞職するという慣例がほぼ確立されていた。

## 内閣総辞職の一覧

### 大日本帝国憲法下における内閣総辞職の一覧
| 内閣            | 主な理由                                         | 備考                                               |
| --------------- | ------------------------------------------------ | -------------------------------------------------- |
| 第1次松方内閣   | 閣内不一致・複合的要因                           |                                                    |
| 第2次伊藤内閣   | 自発的                                           | 次の第2次松方内閣に10閣僚のうち7閣僚が留任         |
| 第2次松方内閣   | 閣内不一致・複合的要因                           |                                                    |
| 第3次伊藤内閣   | 政権運営・政策上の行き詰まり                     |                                                    |
| 第1次大隈内閣   | 政権内の対立                                     | 共和演説事件                                       |
| 第2次山縣内閣   | 自発的                                           | 辞意奏上後も、北清事変への対応のため内閣存続       |
| 第4次伊藤内閣   | 閣内不一致・複合的要因                           | 鉄道建設事業中止問題                               |
| 第1次桂内閣     | 自発的                                           |                                                    |
| 第1次西園寺内閣 | 元老などからの圧力                               |                                                    |
| 第2次桂内閣     | 自発的                                           |                                                    |
| 第2次西園寺内閣 | 閣内不一致・複合的要因                           | 二個師団増設問題                                   |
| 第3次桂内閣     | 処方面からの圧力、特に民衆運動（第一次護憲運動） | 大正政変                                           |
| 第1次山本内閣   | 汚職問題・複合的要因                             | シーメンス事件                                     |
| 第2次大隈内閣   | 政権運営・政策上の行き詰まり・複合的要因         |                                                    |
| 寺内内閣        | 政権運営・政策上の行き詰まり・複合的要因         | 米騒動                                             |
| 原内閣          | 暗殺                                             | 原敬暗殺事件。次の高橋内閣に首相以外の全閣僚が留任 |
| 高橋内閣        | 閣内不一致                                       |                                                    |
| 加藤友三郎内閣  | 病死                                             |                                                    |
| 第2次山本内閣   | 虎ノ門事件・複合的要因                           |                                                    |
| 清浦内閣        | 衆院選敗北（第二次護憲運動）                     |                                                    |
| 加藤高明内閣    | 病死                                             | 次の若槻内閣に首相以外の全閣僚が留任               |
| 第1次若槻内閣   | 政権運営・政策上の行き詰まり（枢密院）           | 昭和金融恐慌の処理問題                             |
| 田中義一内閣    | 昭和天皇の不信                                   | 張作霖爆殺事件の処理問題                           |
| 濱口内閣        | 重傷                                             | 首相狙撃事件                                       |
| 第2次若槻内閣   | 閣内不一致                                       | 満州事変の処理問題                                 |
| 犬養内閣        | 暗殺                                             | 五・一五事件                                       |
| 斎藤内閣        | 汚職問題                                         | 帝人事件を参照                                     |
| 岡田内閣        | 二・二六事件                                     |                                                    |
| 広田内閣        | 閣内不一致（陸相）                               | 腹切り問答                                         |
| 林内閣          | 衆院選敗北（食い逃げ解散）                       |                                                    |
| 第1次近衛内閣   | 政権運営・政策上の行き詰まり                     |                                                    |
| 平沼内閣        | 政権運営・政策上の行き詰まり                     | 独ソ不可侵条約                                     |
| 阿部内閣        | 政権運営・政策上の行き詰まり                     | 米価問題                                           |
| 米内内閣        | 政権運営・政策上の行き詰まり                     | 陸軍の陸相不推挙                                   |
| 第2次近衛内閣   | 閣内不一致（内閣改造）                           | 松岡洋右外務大臣の更迭                             |
| 第3次近衛内閣   | 政権運営・政策上の行き詰まり                     | 日米交渉頓挫                                       |
| 東條内閣        | 政権運営・政策上の行き詰まり                     | サイパン陥落                                       |
| 小磯内閣        | 政権運営・政策上の行き詰まり                     | 米軍沖縄上陸                                       |
| 鈴木貫太郎内閣  | ポツダム宣言受諾決定                             | 敗戦                                               |
| 東久邇宮内閣    | GHQとの関係悪化                                  |                                                    |
| 幣原内閣        | 衆院選後の倒閣運動                               |                                                    |

### 日本国憲法下における内閣総辞職の一覧
| 内閣              | 総辞職事由                               | 備考                                                                 |
| ----------------- | ---------------------------------------- | -------------------------------------------------------------------- |
| 第1次吉田内閣     | 総選挙後の国会召集（憲法70条）           | 総選挙で敗北                                                         |
| 片山内閣          | 首相辞職                                 | 社会党左派との関係・予算案否決                                       |
| 芦田内閣          | 首相辞職                                 | 昭和電工事件・山崎首班工作事件                                       |
| 第2次吉田内閣     | 総選挙後の国会召集（憲法70条）           |                                                                      |
| 第3次吉田内閣     | 総選挙後の国会召集（憲法70条）           |                                                                      |
| 第4次吉田内閣     | 総選挙後の国会召集（憲法70条）           |                                                                      |
| 第5次吉田内閣     | 首相辞職                                 | 造船疑獄・日本民主党成立による少数党転落                             |
| 第1次鳩山一郎内閣 | 総選挙後の国会召集（憲法70条）           |                                                                      |
| 第2次鳩山一郎内閣 | 首相辞職                                 | 保守合同による自由民主党成立のため、内閣を再構成                     |
| 第3次鳩山一郎内閣 | 首相辞職                                 | 日ソ共同宣言の締結                                                   |
| 石橋内閣          | 首相辞職                                 | 首相の病気                                                           |
| 第1次岸内閣       | 総選挙後の国会召集（憲法70条）           |                                                                      |
| 第2次岸内閣       | 首相辞職                                 | 安保闘争、新日米安全保障条約の批准後退任                             |
| 第1次池田内閣     | 総選挙後の国会召集（憲法70条）           |                                                                      |
| 第2次池田内閣     | 総選挙後の国会召集（憲法70条）           |                                                                      |
| 第3次池田内閣     | 首相辞職                                 | 首相の病気                                                           |
| 第1次佐藤内閣     | 総選挙後の国会召集（憲法70条）           |                                                                      |
| 第2次佐藤内閣     | 総選挙後の国会召集（憲法70条）           |                                                                      |
| 第3次佐藤内閣     | 首相辞職                                 | 自民党総裁任期満了                                                   |
| 第1次田中角栄内閣 | 総選挙後の国会召集（憲法70条）           |                                                                      |
| 第2次田中角栄内閣 | 首相辞職                                 | 田中金脈問題                                                         |
| 三木内閣          | 総選挙後の国会召集（憲法70条）           | 衆院選議席減少・三木おろし                                           |
| 福田赳夫内閣      | 首相辞職                                 | 総裁選敗北（大福戦争）                                               |
| 第1次大平内閣     | 総選挙後の国会召集（憲法70条）           |                                                                      |
| 第2次大平内閣     | 首相病死による総理大臣の欠員（憲法70条） | 四十日抗争・ハプニング解散                                           |
| 鈴木善幸内閣      | 首相辞職                                 | 日米関係悪化、総裁選不出馬                                           |
| 第1次中曽根内閣   | 総選挙後の国会召集（憲法70条）           |                                                                      |
| 第2次中曽根内閣   | 総選挙後の国会召集（憲法70条）           |                                                                      |
| 第3次中曽根内閣   | 首相辞職                                 | 自由民主党総裁任期満了、中曽根裁定                                   |
| 竹下内閣          | 首相辞職                                 | リクルート事件・消費税導入に伴う支持率低迷                           |
| 宇野内閣          | 首相辞職                                 | 参院選敗北（不倫・農業市場開放）                                     |
| 第1次海部内閣     | 総選挙後の国会召集（憲法70条）           |                                                                      |
| 第2次海部内閣     | 首相辞職                                 | 政治改革三法案廃案（海部おろし）                                     |
| 宮沢内閣          | 総選挙後の国会召集（憲法70条）           | 不信任可決後、衆院選敗北                                             |
| 細川内閣          | 首相辞職                                 | 佐川借入金問題・与党内分裂状態                                       |
| 羽田内閣          | 首相辞職                                 | 非自民・非共産連立政権の崩壊                                         |
| 村山内閣          | 首相辞職                                 | 自社さ連立政権の崩壊                                                 |
| 第1次橋本内閣     | 総選挙後の国会召集（憲法70条）           |                                                                      |
| 第2次橋本内閣     | 首相辞職                                 | 参院選敗北による引責                                                 |
| 小渕内閣          | 首相辞職                                 | 病のため意識不明となり、執務不能状態を受けた首相臨時代理による総辞職 |
| 第1次森内閣       | 総選挙後の国会召集（憲法70条）           |                                                                      |
| 第2次森内閣       | 首相辞職                                 | 低支持率・えひめ丸事故対応批判                                       |
| 第1次小泉内閣     | 総選挙後の国会召集（憲法70条）           |                                                                      |
| 第2次小泉内閣     | 総選挙後の国会召集（憲法70条）           |                                                                      |
| 第3次小泉内閣     | 首相辞職                                 | 任期満了後の党総裁選による新総裁選出                                 |
| 第1次安倍内閣     | 首相辞職                                 | 首相の病気、参院選敗北（安倍おろし）                                 |
| 福田康夫内閣      | 首相辞職                                 | 参院問責決議・次期総選挙対策（福田おろし）                           |
| 麻生内閣          | 総選挙後の国会召集（憲法70条）           | 衆院選敗北により少数党転落                                           |
| 鳩山由紀夫内閣    | 首相辞職                                 | 普天間基地移設問題・自身の献金問題（鳩山おろし）                     |
| 菅直人内閣        | 首相辞職                                 | 参院選敗北などを起因とする与党内紛（菅おろし）                       |
| 野田内閣          | 総選挙後の国会召集（憲法70条）           | 衆院選敗北にともない、少数党転落                                     |
| 第2次安倍内閣     | 総選挙後の国会召集（憲法70条）           |                                                                      |
| 第3次安倍内閣     | 総選挙後の国会召集（憲法70条）           |                                                                      |
| 第4次安倍内閣     | 首相辞職                                 | 首相の病気                                                           |
| 菅義偉内閣        | 首相辞職                                 | 任期満了後の総裁選への不出馬                                         |
| 第1次岸田内閣     | 総選挙後の国会召集（憲法70条）           |                                                                      |
| 第2次岸田内閣     | 首相辞職                                 | 任期満了後の総裁選への不出馬                                         |
| 第1次石破内閣     | 総選挙後の国会召集（憲法70条）           |                                                                      |

## 関連書籍
- 塩田潮「辞める首相　辞めない首相」（日本経済新聞出版社）